# 6637 Inoue
6637 Inoue è un asteroide della fascia principale. Scoperto nel 1988, presenta un'orbita caratterizzata da un semiasse maggiore pari a 2,4055446 UA e da un'eccentricità di 0,0531183, inclinata di 4,68041° rispetto all'eclittica.